# Prusy (rejon postawski)
Prusy (biał. Прусы; ros. Прусы) – wieś na Białorusi, w obwodzie witebskim, w rejonie postawskim, w sielsowiecie Kozłowszczyzna.

## Historia
W czasach zaborów ówczesny folwark w granicach Imperium Rosyjskiego.
W dwudziestoleciu międzywojennym folwark a następnie kolonia leżała w Polsce, w województwie wileńskim, w powiecie duniłowickim (od 1926 postawskim), w gminie Łuck (od 1927 gmina Kozłowszczyzna).
Według Powszechnego Spisu Ludności z 1921 roku zamieszkiwało tu 79 osób, 76 było wyznania rzymskokatolickiego a 3 staroobrzędowego. Jednocześnie wszyscy mieszkańcy zadeklarowali polską przynależność narodową. Było tu 12 budynków mieszkalnych. W 1931 w 12 domach zamieszkiwało 66 osób (spisano łącznie z folwarkiem Podjele).
Miejscowość należała do parafii rzymskokatolickiej w Mosarzu i prawosławnej w Osinogródku. Podlegała pod Sąd Grodzki w Duniłowiczach i Okręgowy w Wilnie; właściwy urząd pocztowy mieścił się w Kozłowszczyźnie.
W 1938 roku miejscowość należała do gromady Borejki gminy Kozłowszczyzna.